# HC Erlangen
El HC Erlangen es un club de la ciudad de Erlangen, en Alemania, que en la temporada 2016/17 se estrenó en la Bundesliga de balonmano, tras quedar en primera posición el año anterior en la 2.Bundesliga. Juega de local en la Arena Nürnberger Versicherung, un estadio cubierto en Núremberg.

## Palmarés
- 2.Bundesliga (1): 2016

## Plantilla 2024-25
|  | Porteros - 1 Dario Quenstedt - 96 Khalifa Ghedbane Extremos izquierdos - 07 Yannik Bialowas - 21 Christopher Bissel Extremos derechos - 67 Hampus Olsson Pívots - 18 Sebastian Firnhaber - 99 Stefan Bauer - 0 Maciej Gębala - 0 Tobias Wagner | Laterales izquierdos - 28 Jonathan Svensson - 33 Nikolai Link - 0 Marek Nissen - Miloš Kos Centrales - 20 Niko Büdel - 8 Sander Øverjordet - 25 Marko Bezjak Laterales derechos - 04 Stephan Seitz - 27 Antonio Metzner - 44 Christoph Steinert - Viggó Kristjánsson |

- Datos: Q1562907
- Multimedia: HC Erlangen / Q1562907